# Ystad Arena
Ystad Arena är en multiarena i Ystad. Badhuset invigdes den 12 september 2014 och A-hallen invigdes den 16 januari 2016. Det finns även en bowlinghall samt restaurang i badhuset där O'Learys är arrendator. Österporthallen revs i takt med att Ystad Arena byggdes. Ystads IF och IFK Ystad spelar sina hemmamatcher i Ystad Arena.

## Bakgrund

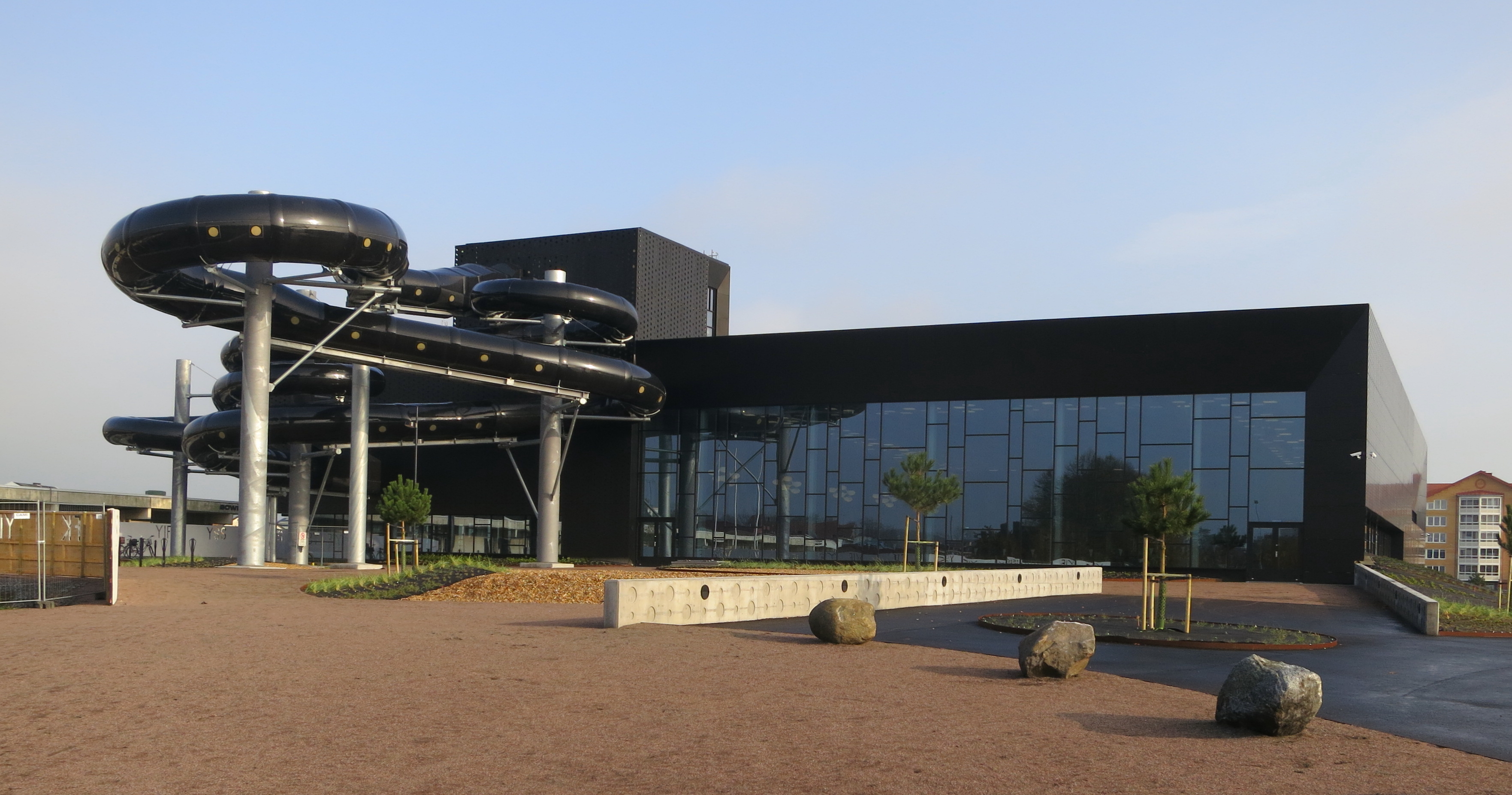
Badet

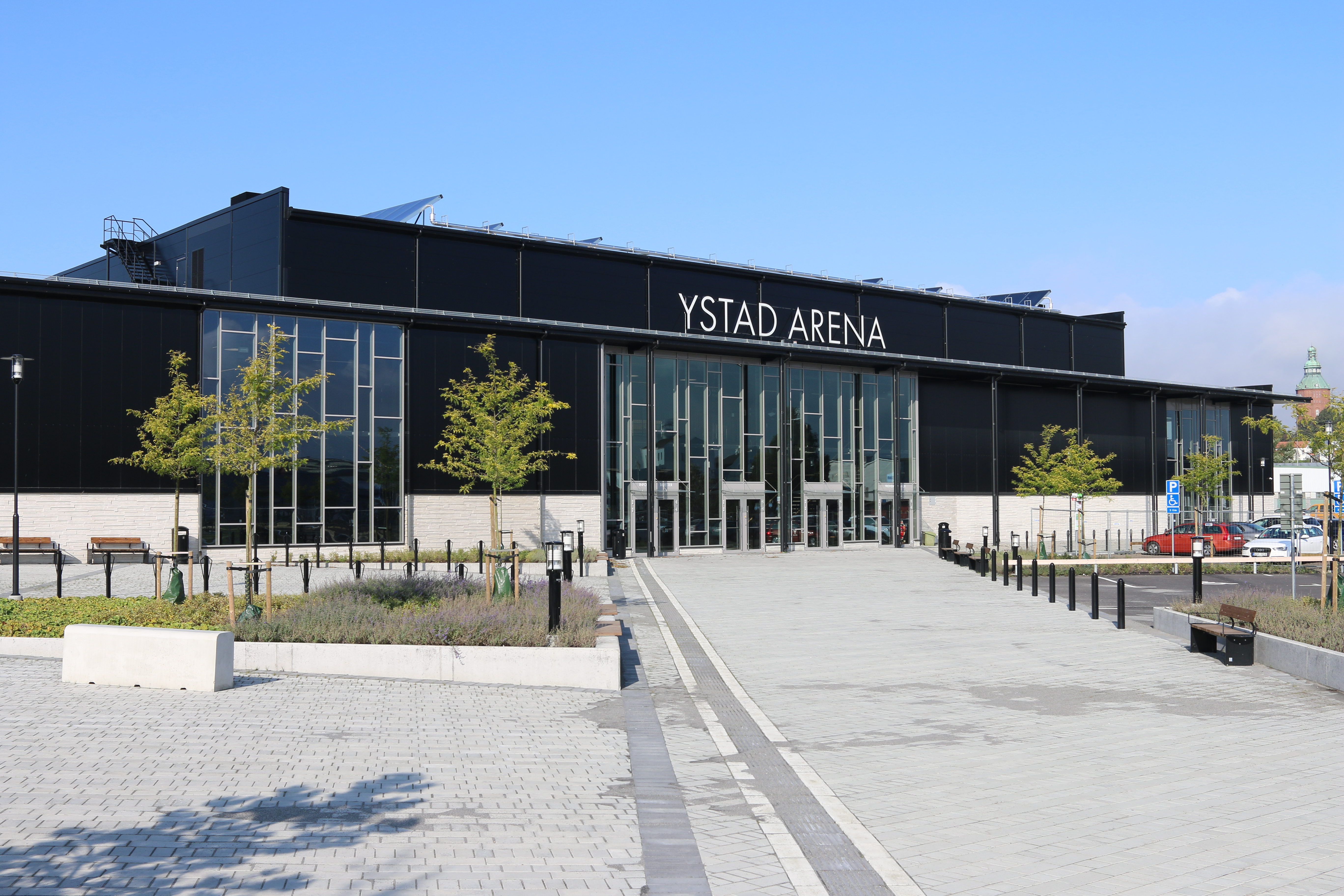
Idrottshallen

Bygget av en eventuell multiarena var en het debatt under många år i Ystad. Både Österporthallen och Fritidsbadet har under många år varit i stort behov av renovering. Tanken var länge att bygga en arena vid "Världens ände" i anknytning till havet och Sandskogens IP där det redan bedrivs verksamheter inom bland annat fotboll, friidrott och tennis, för att på så sätt etablera ett idrottscentrum i den sydöstra delen av Ystad. Denna multiarena skulle då innehålla idrottshallar ämnat för bland annat handboll och basket, badhus inklusive äventyrsbad samt ishall. Just avsaknaden av en ishall i Ystad har debatterats ända sedan Åvallas isbana stängdes för gott av IK Pandora 1977. Läget vid "Världens ände" hade dock sina nackdelar. Det var till exempel osäkert hur trafiken i området skulle hanteras när stora matcher och andra evenemang krockade med färjeavgångar till Polen och Bornholm.
I januari 2012 tog kommunfullmäktige beslutet om att bygga en multiarena med en budget på en halv miljard, den största investeringen någonsin i Ystads kommuns historia. Budgeten var ungefär dubbelt så stor som den tidigare planen på en arena vid "Världens ände", öster om Ystad hamn och väster om Sandskogens IP. Den stora investeringen vägdes upp emot vad det skulle kosta att renovera både Österporthallen och Fritidsbadet. Det bestämdes att arenan skulle byggas på platsen för Österporthallen, strax öster om Ystads centrum. Dessutom skulle multiarenan inte innehålla en ishall, trots att detta varit ett stort diskussionsämne i flera valrörelser. Senare bestämdes det att Österporthallen skulle rivas först när idrottshallarna i Ystad Arena blev färdigbyggda, samt att Fritidsbadet skulle bli hotell.
En del beslut gällande idrottshallarna togs väldigt sent, bara några månader innan byggstart. Det ena beslutet gällde takhöjden. Handbollsklubbarna ville ha en takhöjd på minst nio meter så att en mediakub kunde placeras i centrum av arenan och att man skulle kunna använda arenan i internationella sammanhang som till exempel landslagsmästerskap. Detta lyssnade kommunen på och budgeterade till slut för en takhöjd på tio meter, jämfört med sju meter som det tidigare var budgeterat för.
Även namnfrågan var omdiskuterad. Namnet Ystad Arena blev snabbt etablerat både i kommunfullmäktige och i folkmun, men i februari 2014 föreslog kommunstyrelsen att anläggningen skulle heta Åvalla, samma namn som den tidigare isplanen i området hade. Detta förslag möttes dock av stark kritik från olika klubbar, journalister och kommuninvånare, som ville att Ystad skulle finnas med i namnet. I juni 2014 gjorde kommunstyrelsen en helomvändning, även om den inte var helt enig, och beslutade att namnet på anläggningen skulle bli Ystad Arena. Kommunalrådet Kristina Bendz (M) uttalade då att det var viktigt att Ystad fanns med i namnet.

## Arenan
Badet på Ystad Arena har en sammanlagd yta på 7 800 kvadratmeter. Detta består förutom simbassäng och multibassäng även av ett familjebad med två rutschkanor. På plan 2 finns det en bowlinghall samt restaurang.
Idrottshallarna består av en A-hall och en B-hall. A-hallen fungerar som arena- och evenemangshall och har en publikkapacitet (vid idrottsevenemang) på 2 700 åskådare och två träningsplaner. B-hallen består av en träningsplan med en publikkapacitet på 500 åskådare.